# Nicola Cowper
Nicola Jane Cowper (* 21. Dezember 1967 in London, England) ist eine britische Schauspielerin.

## Leben
Cowper hatte bereits als Säugling ihren ersten Filmauftritt in der britischen Filmkomödie A Nice Girl Like Me von Desmond Davis. Ihre eigentliche Schauspielkarriere begann Anfang der 1980er Jahre im britischen Fernsehen. 1981 hatte sie eine der Hauptrollen in der BBC-Serie Break in the Sun, die nur sechs Episoden umfasste. Im darauf folgenden Jahr hatte sie in S.W.A.L.K erneut eine der Hauptrollen, auch von dieser Serie entstanden nur sechs Folgen. 1984 spielte sie eine Gastrolle in der deutlich erfolgreicheren Serie Der Aufpasser. Ihre erste Spielfilmrolle erhielt sie 1985 im auf Lewis Carrolls Alice im Wunderland Kinderbuch basierenden Das wahre Leben der Alice im Wunderland an der Seite von Ian Holm und Peter Gallagher. Im darauf folgenden Jahr spielte sie neben Denholm Elliott im Horrorfilm Underworld. Es folgten Hauptrollen im von Francis Ford Coppola produzierten Abenteuerfilm Richard Löwenherz und die Kinder Gottes an der Seite von Eric Stoltz und Gabriel Byrne sowie in Die Reise zum Mittelpunkt der Erde.
Nach dem kommerziellen Misserfolg ihrer letzten beiden Hollywoodfilme endete ihre Spielfilmkarriere abrupt und Cowper kehrte nach England zurück, wo sie wieder für das britische Fernsehen arbeitete. Unter anderem spielte sie 1989 in sechs Folgen in der Serie Streetwise mit Andy Serkis. Dem britischen Fernsehpublikum dürfte sie am ehesten durch ihre Rolle als Detective Sergeant Helen Diamond in der Serie Polizeiarzt Dangerfield bekannt sein, die sie zwischen 1996 und 1999 verkörperte. Später trat sie in einer wiederkehrenden Gastrolle in der Seifenoper EastEnders auf.
Cowper ist die jüngere Schwester der Schauspielerinnen Gerry Cowper und Jackie Cowper. Sie ist seit Ende der 1980er Jahre mit Tony McCann liiert, der 1988 wegen eines Banküberfalls zu 15 Jahren Haft verurteilt wurde. Sein Komplize Mark Foley, der ebenfalls eine langjährige Haftstrafe erhielt, heiratete Cowpers Schwester Gerry. Aus der Beziehung von Cowper und McCann gingen 1999 Zwillinge hervor. Im Juli 2006 ermordete McCann einen 33-jährigen Mann, worauf Cowper ihm bei der Flucht half und ihn später telefonisch vor der nach ihm suchenden Polizei warnte. McCann wurde 2008 wegen Mordes zu 21 Jahren Haft verurteilt.

## Filmografie (Auswahl)
- 1984: Der Aufpasser (Minder; Fernsehserie, 1 Folge)
- 1985: Clive Barker’s Underworld (Underworld)
- 1985: Das wahre Leben der Alice im Wunderland (Dreamchild)
- 1987: Richard Löwenherz und die Kinder Gottes (Lionheart)
- 1989: Die Reise zum Mittelpunkt der Erde (Journey to the Center of the Earth)
- 1991: Inspektor Morse, Mordkommission Oxford (Inspector Morse; Fernsehserie, 1 Folge)
- 1992, 2011: Casualty (Fernsehserie, 2 Folgen)
- 1996–1999: Polizeiarzt Dangerfield (Dangerfield; Fernsehserie, 41 Folgen)
- 1998–2007: EastEnders (Fernsehserie, 6 Folgen)
- 2000: Holby City (Fernsehserie, 1 Folge)